# Danh sách giải thưởng và đề cử của Vũ Cát Tường
Vũ Cát Tường là một ca sĩ, nhạc sĩ và nhà sản xuất âm nhạc người Việt Nam.
Trong sự nghiệp âm nhạc, Vũ Cát Tường đã giành được hơn 50 giải thưởng lớn nhỏ gồm 2 giải Cống hiến, 6 giải Mai Vàng và Keeng Young Awards, được vinh danh trong Top 30 Under 30 của tạp chí Forbes Việt Nam và cùng nhiều giải thưởng khác.

## Giải thưởng Âm nhạc Cống hiến
| Năm  | Đề cử / Tác phẩm | Giải thưởng         | Kết quả   | Nguồn |
| ---- | ---------------- | ------------------- | --------- | ----- |
| 2014 | "Vết mưa"        | Bài hát của năm     | Đề cử     | [ 2 ] |
| 2014 | Vũ Cát Tường     | Nghệ sĩ mới của năm | Đoạt giải | [ 3 ] |
| 2015 | Vũ Cát Tường     | Nhạc sĩ của năm     | Đề cử     | [ 4 ] |
| 2017 | "Mơ"             | Bài hát của năm     | Đề cử     | [ 5 ] |
| 2019 | Vũ Cát Tường     | Nhạc sĩ của năm     | Đoạt giải | [ 6 ] |
| 2019 | Stardom          | Album của năm       | Đề cử     | [ 7 ] |
| 2020 | Vũ Cát Tường     | Nhạc sĩ của năm     | Đề cử     |       |
| 2020 | Inner Me         | Album của năm       | Đề cử     |       |

## Keeng Young Awards
Trang web âm nhạc trực tuyến Keeng và dịch vụ nhạc chờ Imuzik đã thành lập giải thưởng Keeng Young Awards nhằm tôn vinh các nghệ sĩ dưới 30 tuổi đạt được những thành tựu hay đóng góp mang tính sáng tạo, dẫn dắt xu hướng âm nhạc trong năm.
| Năm  | Đề cử / Tác phẩm                           | Giải thưởng                                   | Kết quả   | Nguồn  |
| ---- | ------------------------------------------ | --------------------------------------------- | --------- | ------ |
| 2017 | Vũ Cát Tường                               | Nghệ sĩ xuất sắc nhất                         | Đề cử     | [ 8 ]  |
| 2017 | Vũ Cát Tường                               | Nhạc sĩ có nhiều tác phẩm được yêu thích nhất | Đoạt giải |        |
| 2017 | "Cô gái ngày hôm qua"                      | Ca khúc nhạc phim                             | Đoạt giải |        |
| 2017 | "Em ơi" (Vũ Cát Tường ft. Hakoota Dũng Hà) | Ca khúc kết hợp                               | Đề cử     |        |
| 2018 | Vũ Cát Tường                               | Ca sĩ của năm                                 | Đề cử     |        |
| 2018 | Vũ Cát Tường                               | Nghệ sĩ của sự đổi mới                        | Đoạt giải | [ 9 ]  |
| 2018 | Vũ Cát Tường                               | Nữ ca sĩ được yêu thích nhất                  | Đoạt giải | [ 10 ] |
| 2018 | Vũ Cát Tường                               | Nhạc sĩ được yêu thích nhất                   | Đoạt giải | [ 11 ] |
| 2018 | "Leader"                                   | MV của năm                                    | Đề cử     |        |
| 2018 | Stardom                                    | Album của năm                                 | Đoạt giải |        |
| 2018 | "You Are Mine"                             | Ca khúc của năm                               | Đề cử     |        |
| 2018 | "You Are Mine"                             | Ca khúc nhạc Pop                              | Đề cử     |        |
| 2018 | "Leader"                                   | Ca khúc nhạc Rap/Hiphop/R&B                   | Đề cử     |        |

## ELLE Women In Music
| Năm  | Đề cử / Tác phẩm | Giải thưởng                   | Kết quả   | Nguồn  |
| ---- | ---------------- | ----------------------------- | --------- | ------ |
| 2014 | Vũ Cát Tường     | Top 4 nữ ca sĩ được vinh danh | Đoạt giải | [ 12 ] |

## Bài hát yêu thích
| Năm  | Đề cử / Tác phẩm | Giải thưởng                           | Kết quả   | Nguồn  |
| ---- | ---------------- | ------------------------------------- | --------- | ------ |
| 2014 | "Vết mưa"        | Bài hát được yêu thích nhất tháng 1   | Đoạt giải |        |
| 2015 | "Anh và Anh"     | Bài hát được yêu thích nhất tháng 3   | Đoạt giải | [ 13 ] |
| 2015 | "Phai"           | Bài hát được yêu thích nhất tháng 5   | Đoạt giải | [ 14 ] |
| 2015 | "Phai"           | Hòa âm phối khí hiệu quả nhất tháng 5 | Đoạt giải | [ 15 ] |
| 2015 | "Mơ"             | Ca khúc ấn tượng tháng 12             | Đoạt giải | [ 16 ] |
| 2015 | "Mơ"             | Bài hát được yêu thích nhất tháng 12  | Đoạt giải |        |
| 2016 | "Mơ"             | Bài hát được yêu thích nhất tháng 1   | Đoạt giải |        |

## Bài hát Việt
| Năm  | Đề cử / Tác phẩm | Giải thưởng                                                            | Kết quả   | Nguồn  |
| ---- | ---------------- | ---------------------------------------------------------------------- | --------- | ------ |
| 2014 | Vũ Cát Tường     | Ca sĩ thể hiện hiệu quả nhất với bài hát "Yêu xa" tại liveshow tháng 8 | Đoạt giải |        |
| 2014 | Vũ Cát Tường     | Đam mê và sáng tạo với bài hát "Yêu xa" tại Gala trao giải             | Đoạt giải | [ 17 ] |
| 2014 | "Yêu xa"         | Bài hát được yêu thích tại Gala trao giải                              | Đoạt giải | [ 18 ] |
| 2014 | "Yêu xa"         | Bài hát do hội đồng báo chí bình chọn tại Gala trao giải               | Đoạt giải |        |
| 2015 | "Phai"           | Bài hát do khán giả bình chọn tại Gala trao giải                       | Đoạt giải | [ 19 ] |

## Làn sóng xanh
| Năm  | Đề cử / Tác phẩm | Giải thưởng                      | Kết quả   |
| ---- | ---------------- | -------------------------------- | --------- |
| 2014 | Vũ Cát Tường     | Ca sĩ triển vọng                 | Đoạt giải |
| 2014 | Vũ Cát Tường     | Top 10 nhạc sĩ của năm           | Đoạt giải |
| 2017 | Vũ Cát Tường     | Cống hiến                        | Đoạt giải |
| 2018 | Vũ Cát Tường     | Top 10 ca sĩ được yêu thích nhất | Đoạt giải |
| 2018 | Vũ Cát Tường     | Nữ ca sĩ của năm                 | Đề cử     |

## YAN Vpop 20 Awards
| Năm  | Đề cử / Tác phẩm | Giải thưởng          | Kết quả   | Nguồn  |
| ---- | ---------------- | -------------------- | --------- | ------ |
| 2014 | Vũ Cát Tường     | Ca sĩ đột phá        | Đoạt giải | [ 20 ] |
| 2014 | Vũ Cát Tường     | Top 20 ca sĩ của năm | Đoạt giải |        |
| 2015 | Vũ Cát Tường     | Top 20 ca sĩ của năm | Đoạt giải |        |

## Zing Music Awards
| Năm  | Đề cử / Tác phẩm      | Giải thưởng                             | Kết quả   |
| ---- | --------------------- | --------------------------------------- | --------- |
| 2014 | Vũ Cát Tường          | Ca sĩ triển vọng                        | Đoạt giải |
| 2016 | Vũ Cát Tường          | Nữ nghệ sĩ được yêu thích nhất          | Đề cử     |
| 2016 | "Don't you go"        | Ca khúc Dance/Electronic được yêu thích | Đề cử     |
| 2016 | "Don't you go"        | Ca khúc Pop/Rock được yêu thích         | Đề cử     |
| 2017 | Vũ Cát Tường          | Nghệ sĩ của năm                         | Đề cử     |
| 2017 | Vũ Cát Tường          | Nhạc sĩ của năm                         | Đề cử     |
| 2017 | "Vài phút trước"      | Ca khúc R&B/Soul được yêu thích         | Đề cử     |
| 2017 | "Cô gái ngày hôm qua" | Ca khúc Nhạc phim được yêu thích        | Đề cử     |
| 2017 | Vũ Cát Tường          | Nữ ca sĩ được yêu thích                 | Đề cử     |

## HTV Awards
| Năm  | Đề cử / Tác phẩm | Giải thưởng                 | Kết quả   | Nguồn  |
| ---- | ---------------- | --------------------------- | --------- | ------ |
| 2015 | Vũ Cát Tường     | Ca sĩ được yêu thích nhất   | Đề cử     | [ 21 ] |
| 2015 | Vũ Cát Tường     | Nhạc sĩ được yêu thích nhất | Đoạt giải | [ 22 ] |
| 2016 | Vũ Cát Tường     | Ca sĩ được yêu thích nhất   | Đề cử     | [ 23 ] |
| 2016 | Vũ Cát Tường     | Nhạc sĩ được yêu thích nhất | Đoạt giải | [ 24 ] |

## VTV Bài hát tôi yêu
| Năm  | Đề cử / Tác phẩm | Giải thưởng          | Kết quả   | Nguồn  |
| ---- | ---------------- | -------------------- | --------- | ------ |
| 2016 | "Mơ"             | The Gold Music Video | Đoạt giải | [ 25 ] |

## Giải Mai Vàng
| Năm  | Đề cử / Tác phẩm | Giải thưởng                           | Kết quả   | Nguồn  |
| ---- | ---------------- | ------------------------------------- | --------- | ------ |
| 2016 | "Mơ"             | Ca khúc của năm                       | Đoạt giải | [ 26 ] |
| 2016 | Vũ Cát Tường     | Nữ ca sĩ nhạc nhẹ được yêu thích nhất | Đoạt giải |        |
| 2016 | Vũ Cát Tường     | Top 10 nghệ sĩ của năm                | Đoạt giải |        |
| 2017 | Vũ Cát Tường     | Nữ ca sĩ nhạc nhẹ được yêu thích nhất | Đoạt giải | [ 27 ] |
| 2017 | Vũ Cát Tường     | Top 10 nghệ sĩ của năm                | Đoạt giải | [ 28 ] |
| 2018 | Vũ Cát Tường     | Nữ ca sĩ nhạc nhẹ được yêu thích nhất | Đề cử     | [ 29 ] |
| 2019 | Vũ Cát Tường     | Nữ ca sĩ nhạc nhẹ được yêu thích nhất | Đề cử     |        |
| 2020 | Vũ Cát Tường     | Nữ ca sĩ nhạc nhẹ được yêu thích nhất | Đoạt giải | [ 30 ] |

## Her World Young Woman Achiever
| Năm  | Đề cử / Tác phẩm | Giải thưởng                               | Kết quả   | Nguồn  |
| ---- | ---------------- | ----------------------------------------- | --------- | ------ |
| 2016 | Vũ Cát Tường     | Composer do Bạn đọc bình chọn             | Đoạt giải | [ 31 ] |
| 2016 | Vũ Cát Tường     | Composer do Hội đồng nghệ thuật bình chọn | Đoạt giải |        |

## VLive Awards
| Năm  | Đề cử / Tác phẩm          | Giải thưởng         | Kết quả   | Nguồn  |
| ---- | ------------------------- | ------------------- | --------- | ------ |
| 2017 | Vũ Cát Tường              | Best Female Artist  | Đoạt giải | [ 32 ] |
| 2018 | Vũ Cát Tường              | Artist of the year  | Đề cử     |        |
| 2019 | FM (Fanclub Vũ Cát Tường) | V Fanship Community | Đoạt giải | [ 33 ] |
| 2019 | Vũ Cát Tường              | Best V Star         | Đoạt giải | [ 33 ] |
| 2020 | FM (Fanclub Vũ Cát Tường) | V Fanship Community | Đề cử     |        |

## Ấn tượng VTV
| Năm  | Đề cử / Tác phẩm | Giải thưởng    | Kết quả   | Nguồn  |
| ---- | ---------------- | -------------- | --------- | ------ |
| 2017 | Vũ Cát Tường     | Ca sĩ ấn tượng | Đoạt giải | [ 34 ] |

## Fitness & Entertaiment Award
| Năm  | Đề cử / Tác phẩm | Giải thưởng                                 | Kết quả   | Nguồn  |
| ---- | ---------------- | ------------------------------------------- | --------- | ------ |
| 2017 | Vũ Cát Tường     | People’s Choice Most Inspirational #IAMMORE | Đoạt giải | [ 35 ] |
| 2018 | Vũ Cát Tường     | Fitness & Entertainment Icon of the Year    | Đề cử     |        |

## ForbesViệt Nam
| Năm  | Đề cử / Tác phẩm | Giải thưởng                                  | Kết quả   | Nguồn  |
| ---- | ---------------- | -------------------------------------------- | --------- | ------ |
| 2018 | Vũ Cát Tường     | "30 under 30" Lĩnh vực Nghệ thuật - Sáng tạo | Đoạt giải | [ 36 ] |

## Ngôi sao của năm
| Năm  | Đề cử / Tác phẩm | Giải thưởng      | Kết quả   | Nguồn  |
| ---- | ---------------- | ---------------- | --------- | ------ |
| 2018 | Vũ Cát Tường     | Ngôi sao âm nhạc | Đoạt giải | [ 37 ] |

## WeChoice Awards
| Năm  | Đề cử / Tác phẩm | Giải thưởng                  | Kết quả   | Nguồn  |
| ---- | ---------------- | ---------------------------- | --------- | ------ |
| 2014 | Vũ Cát Tường     | Nữ ca sĩ trẻ của năm         | Đề cử     |        |
| 2016 | "Mơ"             | MV của năm                   | Đề cử     |        |
| 2018 | Vũ Cát Tường     | Nghệ sĩ có hoạt động nổi bật | Đoạt giải | [ 38 ] |

## Bazaar Star Awards
| Năm  | Đề cử / Tác phẩm | Giải thưởng     | Kết quả   | Nguồn  |
| ---- | ---------------- | --------------- | --------- | ------ |
| 2019 | Vũ Cát Tường     | Nhạc sĩ của năm | Đoạt giải | [ 39 ] |

## Các giải thưởng khác
- Huy chương Bạc Giai điệu Tuổi hồng Toàn quốc 2007
- Giải Ba Tiếng ca học đường 2008
- Giải Nhất "IU Singer – Tìm giọng hát hay" Trường Đại học Quốc tế, Đại học Quốc gia Thành phố Hồ Chí Minh 2011
- Giải Nhì cuộc thi Coca-Cola Music Awards 2011.[40]
- Giải "Phong cách biểu diễn ấn tượng" Coca-Cola Music Awards 2011
- Giải "Top 10 Sinh viên xuất sắc nhất Việt Nam" nhận học bổng GE Foundation Scholar-Leader 2011.[41]
- Á quân Giọng hát Việt mùa 2.[42]